# Ennio Bonifazi
Ennio Bonifazi (Cerreto di Spoleto, 1600 – Roma, 5 aprile 1654) è stato un organaro italiano.

## Biografia
Ennio Bonifazi, detto "Il Cerricola" di professione organaro, nacque a Cerreto di Spoleto nel 1596 ca. Fu allievo dello zio, il celebre organaro Armodio Maccioni, a cui subentrò come organaro della basilica di San Pietro già dal 1625. Bonifazi proseguì l'attività dello zio nella bottega romana situata nei pressi della chiesa di Santo Stefano del Cacco. Curò la manutenzione degli organi nelle principali chiese di Roma e costruì numerosi organi, tra i quali si ricordano: 

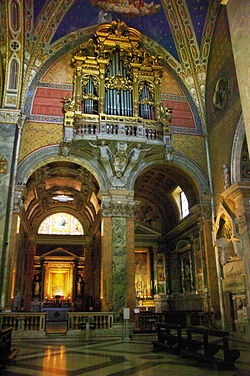
Roma, Santa Maria sopra Minerva, facciata dell'organo di Ennio Bonifazi (1628)

- organo di sinistra della cappella del Coro nella Basilica di San Pietro (1626)[1]
- due organi posti ai lati dell'arco del presbiterio per la Basilica di Santa Maria sopra Minerva a Roma (1628)[2]
- organo della chiesa collegiata di Santa Maria Assunta a Trevi nel Lazio (1633)
- organo collocato su cantoria mobile, progettata da Luigi Bernini, per la Basilica di San Pietro (1637)
- organo della chiesa collegiata di San Lorenzo a S. Oreste sul monte Soratte (1638).
- organo in cornu evangelij della Basilica di San Lorenzo in Damaso a Roma (1638-1642)

Morì a Roma il 5 aprile 1654. Gli allievi Giuseppe Testa e Giuseppe Catarinozzi ne continuarono l'attività nella stessa bottega.